# Гласс-Хаус (холмы)
Гласс-Хаус (англ. Glass House Mountains) — группа из одиннадцати (один является сдвоенным) холмов в районе Саншайн-Кост, штат Квинсленд, Австралия. Все они включены в состав одноимённого национального парка.

## Описание
Холмы были впервые описаны Джеймсом Куком 17 мая 1770 года, он же дал им нынешнее название. В 1799 году они были детально исследованы Мэтью Флиндерсом, который также покорил один из них: Бирбуррум (278 метров). Согласно современным исследованиям возраст холмов составляет около 25 миллионов лет. У подножия холмов раскинулся городок Гласс-Хаус-Маунтинс. Доступ к самим холмам ограничен в связи с тем, что аборигены считают их священными местами.
Управляющей организацией разрешается восхождение на холмы непрерывно с начала XX века, однако с 1999 года закрыт доступ на холм Куноурин, после этого в 2009 году было запрещено восхождение на холм Бирва в связи с обвалами — два самых высоких холма.
Холмы (по убыванию высоты)
1. Бирва[англ.] (556 метров)
2. Куноурин[англ.] или Крукнек (377 метров)
3. Тиброгарган[англ.] (364 метра) — наиболее примечательный: напоминает обезьяну, сидящую на корточках и смотрящую на океан
4. Тунбубудла или Близнецы (338 и 294 метра)
5. Бирбуррум (278 метров) — первый официально покорённый (Мэтью Флиндерс, 1799)
6. Нгунгун (253 метра)
7. Кучин (235 метров)
8. Тибберувуккум (220 метров)
9. Микетибумулграй (202 метра)
10. Элимба или Седловина (129 метров)
11. Уайлд-Хорс или Круглая гора (123 метра)

## Легенда аборигенов
Согласно верованиям аборигенов каби отцом является холм Тиброгарган, матерью — Бирва, а остальные — их сыновья и дочери, старшим из которых является Куноурин. Отец регулярно просит своего сына следить за наводнениями, идущими с океана, но тот, пугаясь, отворачивается, за что получает нагоняй от отца. После этого он всегда раскаивается, а его родители, братья и сёстры плачут от стыда за своего родственника.

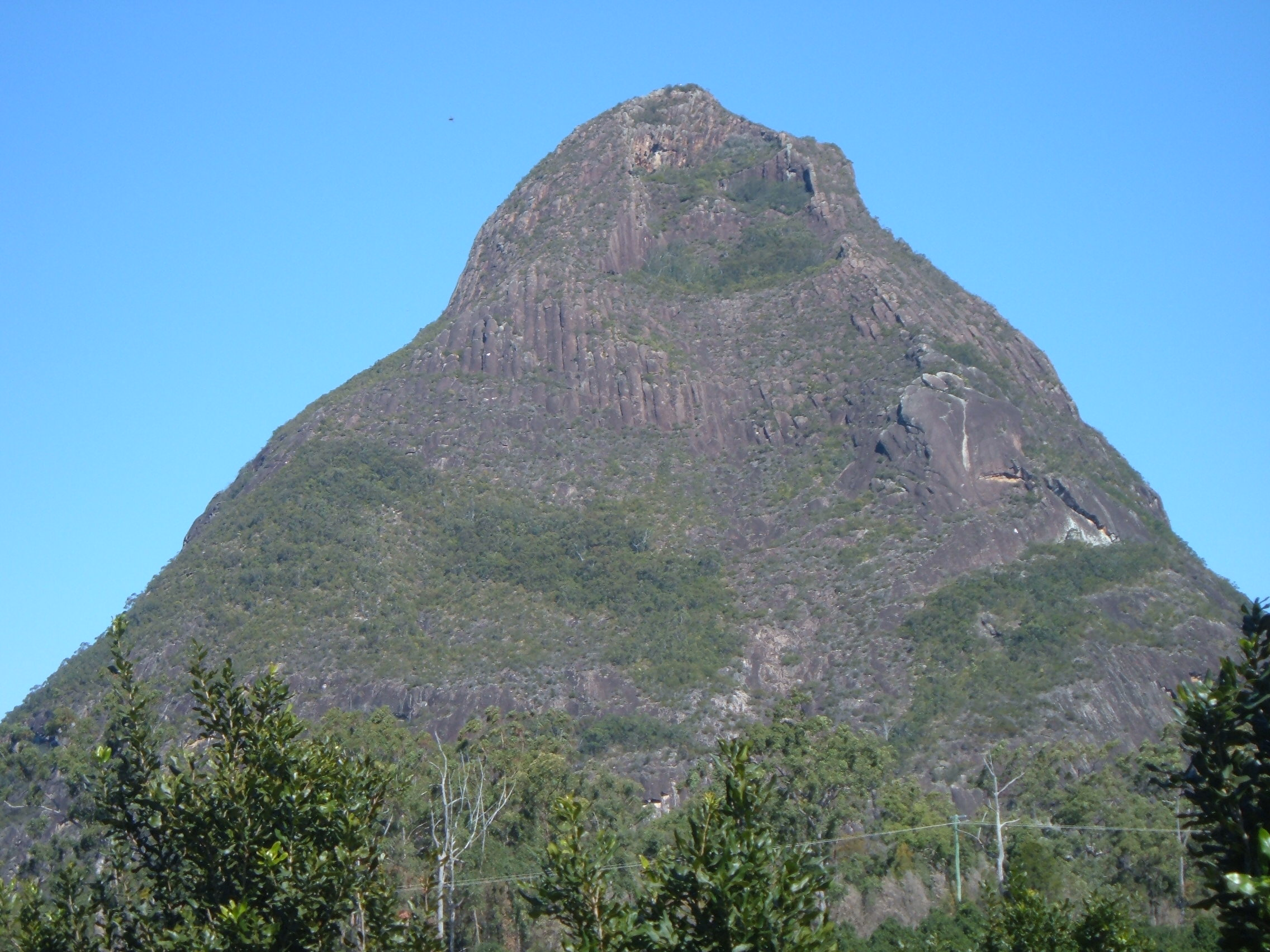
Бирва[англ.]
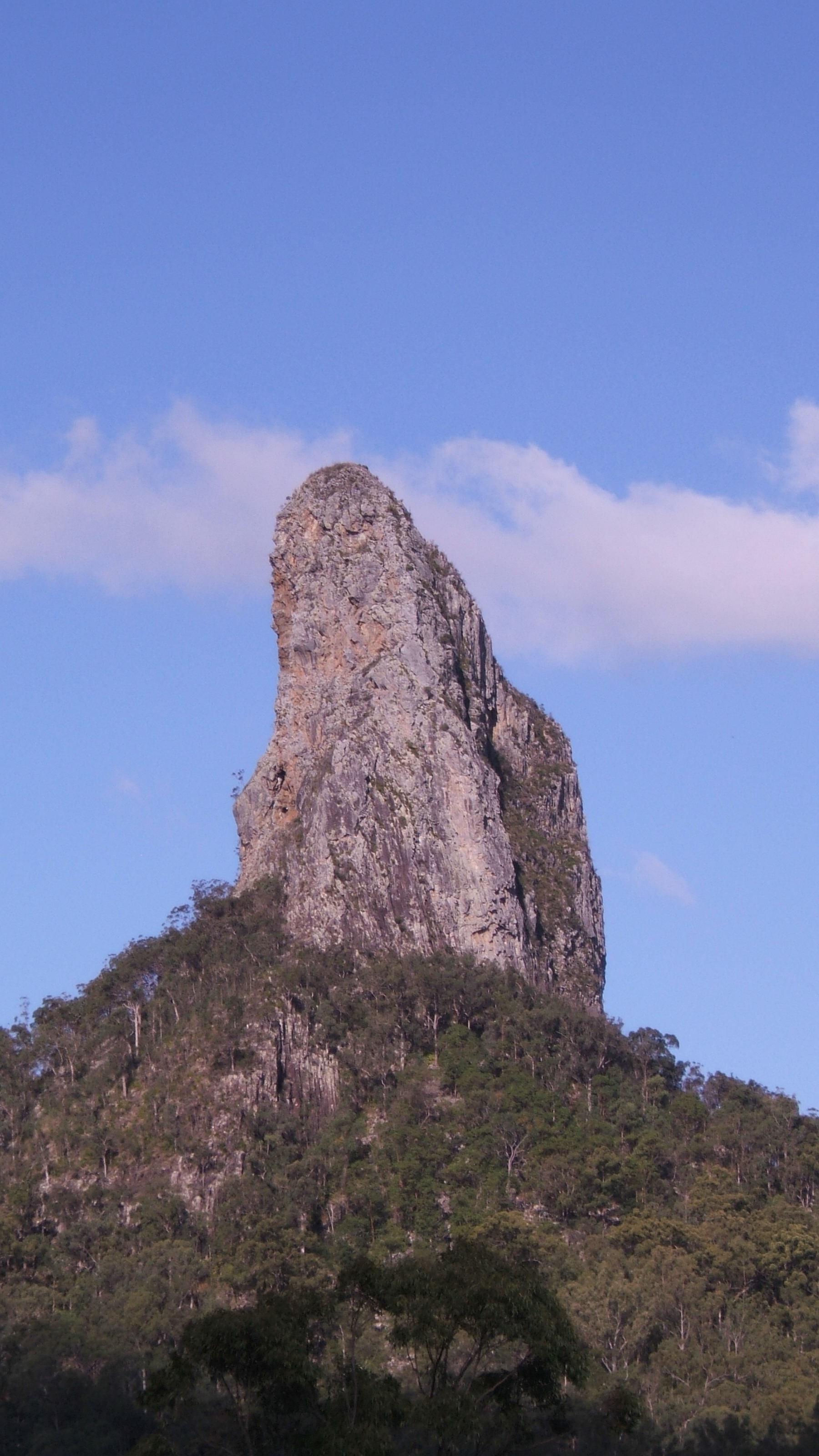
Куноурин[англ.]
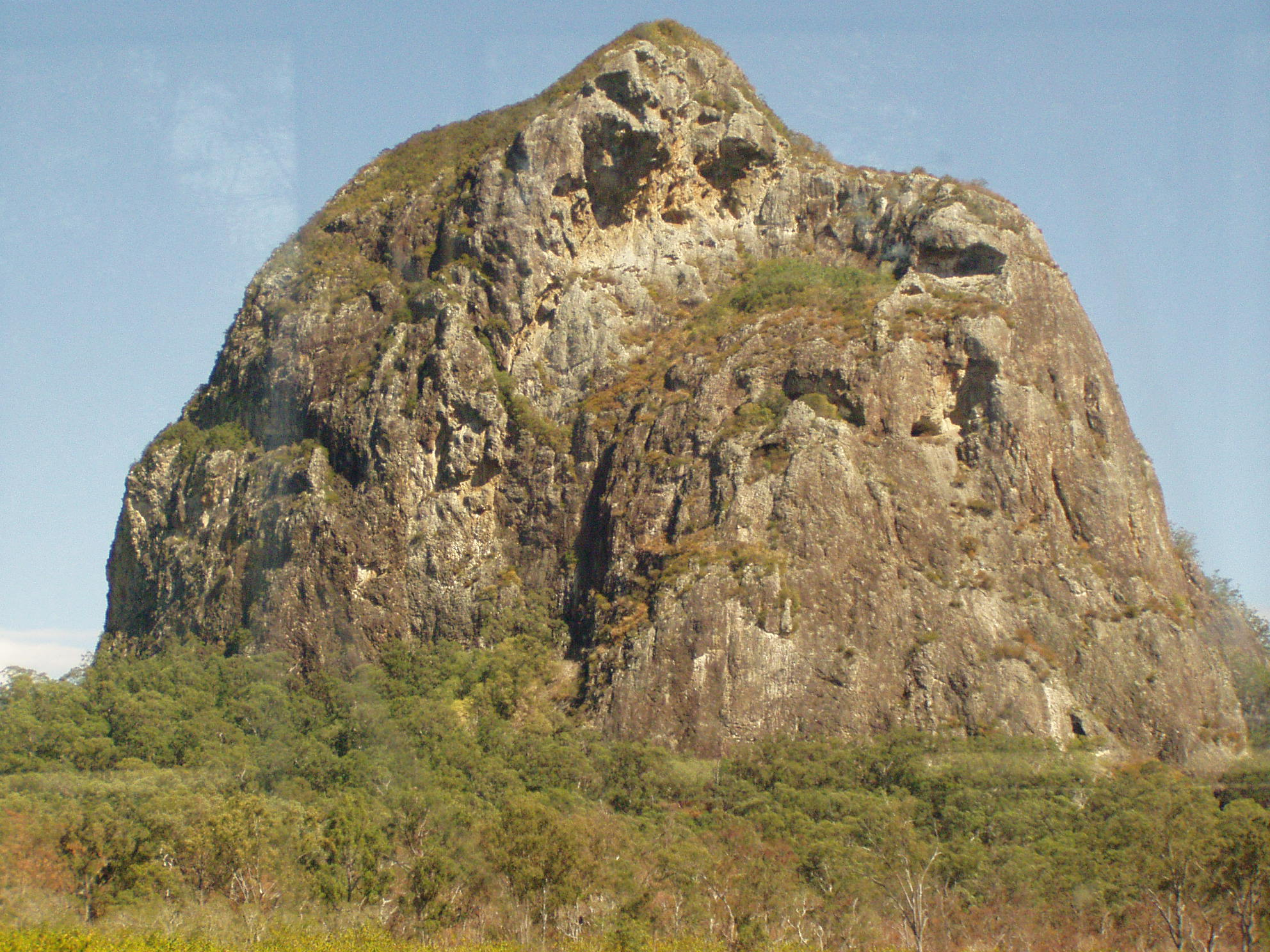
Тиброгарган[англ.]
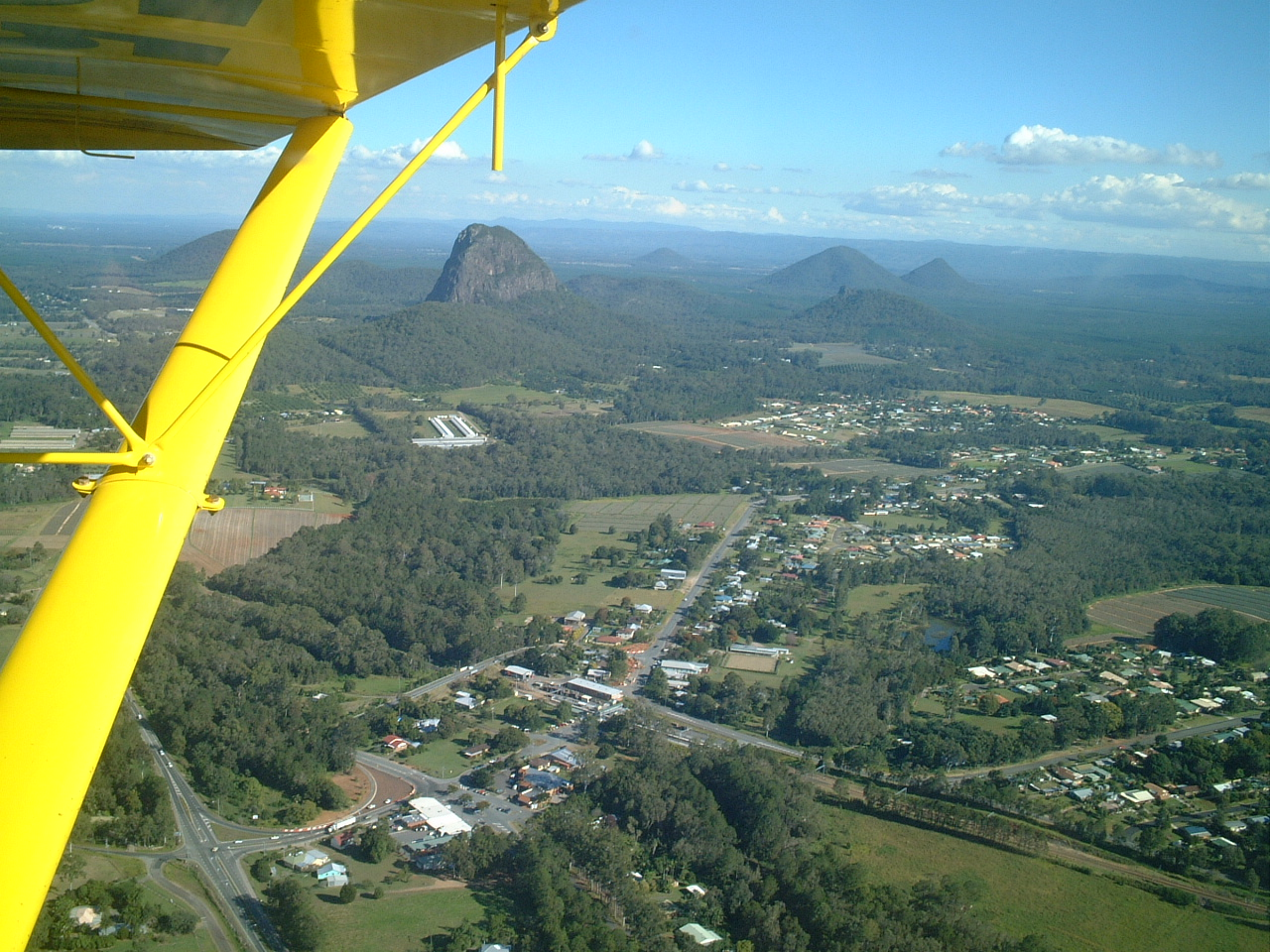
Вид с самолёта на городок Гласс-Хаус-Маунтинс[англ.] и 7 из 11 одноимённых холмов